# دج أسود الحنجرة
دج أسود الحنجرة (الاسم العلمي: Turdus atrogularis) (بالإنجليزية: Black-throated Thrush)‏، هو طائر ينتمي إلى سمنة(فصيلة: Turdidae).